# Ясткув (гміна)
Гміна Ясткув (пол. Gmina Jastków) — сільська гміна у східній Польщі. Належить до Люблінського повіту Люблінського воєводства.
Станом на 31 грудня 2011 у гміні проживало 13255 осіб.
Сайт ґміни https://www.jastkow.pl/ [Архівовано 24 жовтня 2021 у Wayback Machine.]

## Площа
Згідно з даними за 2007 рік площа гміни становила 113.76 км², у тому числі:
- орні землі: 86.00%
- ліси: 5.00%

Таким чином, площа гміни становить 6.77% площі повіту.

## Населення
Станом на 31 грудня 2011:
| Опис     | Загалом | Загалом | Чоловіки | Чоловіки | Жінки | Жінки |
| -------- | ------- | ------- | -------- | -------- | ----- | ----- |
| одиниця  | осіб    | %       | осіб     | %        | осіб  | %     |
| все      | 13255   | 100     | 6510     | 49.11    | 6745  | 50.89 |
| міське   | 0       | 100     | 0        |          | 0     |       |
| сільське | 13255   | 100     | 6510     | 49.11    | 6745  | 50.89 |

## Сусідні гміни
Гміна Ясткув межує з такими гмінами: Ґарбув, Конопниця, Наленчув, Немце, Войцехув.